# Rondeletia larensis
Rondeletia larensis är en måreväxtart som beskrevs av Julian Alfred Steyermark. Rondeletia larensis ingår i släktet Rondeletia och familjen måreväxter. Inga underarter finns listade i Catalogue of Life.